# Cultura Danemarcei
Danemarca este o țară cu o cultură bogată, ce se remarcă prin realizări științifice și culturale. Probabil cel mai faimos danez este de fapt un personaj literar englez: Hamlet, personajul piesei cu același nume de William Shakespeare, al cărui decor este castelul real Kronborg în Helsingør, la nord de Copenhaga. Un alt danez binecunoscut este Hans Christian Andersen (1805–1875), cunoscut în Danemarca drept H. C. Andersen, un autor cunoscut mai ales pentru poveștile sale pentru copii, precum Noile straie ale împăratului, Mica sirenă, și Rățușca cea urâtă.
Descoperirile astronomice ale lui Tycho Brahe (1546–1601), enunțarea de către Ludwig A. Colding (1815–1888) a principiului conservării energiei, inițial neglijată, precum și contribuțiile lui Niels Bohr (1885–1962) în domeniul fizicii atomice dovedesc gama largă de realizări științifice ale danezilor. Eseurile filosofice ale lui Søren Kierkegaard (1813–1855), povestirile lui Karen Blixen (sub pseudonimul Isak Dinesen), (1885–1962), piesele de teatru ale lui Ludvig Holberg (1684–1754), autorii moderni cum ar fi Herman Bang și laureatul Premiului Nobel Henrik Pontoppidan, precum și poezia densă și aforistică a lui Piet Hein (1905–1996), au adus țări recunoaștere internațională. După jumătatea anilor 1990, filmele daneze au atras atenția lumii, în special cele asociate cu Dogme 95, ca cele ale lui Lars Von Trier, Thomas Vinterberg, Søren Kragh-Jacobsen și Lone Scherfig, culminând cu câștigarea premiului Oscar pentru cel mai bun film străin, In a Better World, în 2011. Cele mai de succes seriale au fost Borgen și Forbrydelsen. Cel mai cunoscut compozitor danez de muzică clasică este Carl Nielsen. Printre cele mai cunoscute formații se numără Aqua, D-A-D, The Raveonettes, Michael Learns to Rock, Alphabeat, Medina, Oh Land, Kashmir și Mew. Lars Ulrich, bateristul formației Metallica, a devenit primul muzician danez introdus în Rock and Roll Hall of Fame.
Copenhaga este centrul mai multor atracții, între care Grădinile Tivoli, Palatul Amalienborg (palatul familiei regale daneze), Palatul Christiansborg, Catedrala din Copenhaga, Castelul Rosenborg, Opera, Biserica lui Frederik (Biserica de Marmură), Muzeul Thorvaldsens, Rundetårn, Nyhavn și Mica Siernă.

## Legături externe
- Date despre cultura daneză